# Salud en Guatemala
La salud en Guatemala se brinda a través de un sistema del gobierno y sector privado, además se centra en muchos sistemas diferentes de prevención y atención. La Constitución de Guatemala establece que todo ciudadano tiene el derecho universal a la atención médica. : v   El sistema de atención médica vigente hoy se desarrolló a partir de la Guerra Civil en Guatemala. La Guerra Civil impidió que ocurrieran reformas sociales, especialmente en el sector de la salud.
El sistema de salud de Guatemala se compone por un sector público y otro privado. El sector público abarca, en primera instancia, al Ministerio de Salud Pública y Asistencia Social, el cual brinda atención médica al 70% de la población. En segundo lugar se ubica el Instituto Guatemalteco de Seguridad Social (IGSS), que ofrece cobertura a un 17.45% de la población vinculada con el empleo. Por último, la Sanidad Militar cubre a los miembros de las fuerzas armadas y la policía, incluyendo a sus familias, menos de 0.5% de la población. Otras instituciones gubernamentales participan de manera marginal en ciertas actividades de salud. 
El 12 % de los guatemaltecos recurre al sector privado en busca de atención a su salud. En este sector participan organizaciones de la sociedad civil (OSC) y/o religiosas que operan sin fines de lucro. También existe un poco significativo sector de seguros privados de salud. De acuerdo con estimaciones del MSPAS, las organizaciones no gubernamentales ofrecen cobertura a cerca de 18% de la población. Los seguros privados cubren a menos de 8% de la población, principalmente perteneciente a los dos quintiles más ricos y predominantemente urbanos. De acuerdo con el MSPAS, la ampliación de la cobertura en el periodo de 1990 a 2004 fue de 66%.

## Sistema de Cuidado de la Salud
Actualmente, ha habido muchas reformas al sistema de salud, mejoras en la actual infraestructura hospitalaria y la apertura de nuevos centros médicos públicos y privados, pero el sistema actual sigue teniendo problemas importantes. El país está en camino de desarrollar un sistema de salud sólido y está trabajando para lograr muchos de los Objetivos de Desarrollo del Milenio establecidos. : v  Sin embargo, no se han abordado las desigualdades asociadas con los resultados y el acceso, lo que dificulta que Guatemala avance en el campo de la atención de la salud.  : 1  La proporción de médicos por residentes es baja, 0,9 médicos por cada 1.000 ciudadanos. El sistema requiere muchos cambios para poder servir a toda la comunidad guatemalteca. 

### Historia
Cuando estalló la Guerra Civil en Guatemala, las mejoras sociales en la atención médica se detuvieron. El período de la Guerra Civil de 34 años (desde 1954 hasta mediados de la década de 1980) provocó muchos cambios en el sector de la salud. : 59  El enfoque en la atención médica fue abandonado generalmente durante el período de guerra cuando el país experimentó un período de "privatización por desgaste",  : 59  que generó un servicio deficiente y una baja cobertura de atención médica durante las décadas siguientes.  : 59  Como menciona Verduga, el gasto total del PIB en salud fue solo de 1 a 2 por ciento durante este período de guerra.  : 59  Por lo tanto, fue el surgimiento de las ONG y otras organizaciones comunitarias lo que permitió brindar atención básica de salud a la población en general.  : 59 
Una vez que terminó la Guerra Civil de Guatemala en 1996 con la firma de los Acuerdos de Paz, atención médica quedó en manos de un nuevo gobierno democrático. Inmediatamente después de la guerra, Guatemala vio pocos cambios en el sector de la salud. : 6  Sin embargo, a partir de 1999, se mejoró el sistema de atención de la salud con un aumento del gasto y la ayuda gubernamentales.  : 6  Aunque se trataba de una mejora drástica desde los tiempos de guerra, el sistema aún era insuficiente y no se acercaba a satisfacer todas las necesidades del pueblo guatemalteco. 

### Estructura y cobertura
Hoy en día, el sistema de salud guatemalteco se divide en tres divisiones separadas: los sectores público, privado sin fines de lucro y privado con fines de lucro. : 7  Dentro del sector público, se encuentran el Ministerio de Salud y Seguridad Social (MINSA), el Instituto Guatemalteco de Seguridad Social (IGSS) y el Servicio de Salud Militar. Este sector del sistema de salud cubre formalmente alrededor del 88% de la población.  El sector privado, que representa aproximadamente el 12% de la población, incluye muchos proveedores con fines de lucro, entidades sin fines de lucro y proveedores locales tradicionales. El sector público trabaja para brindar atención a través de hospitales, instalaciones de salud y varios centros de salud, mientras que el sector privado asigna recursos dentro de las oficinas, clínicas y hospitales privados.  
Se asignan muy pocos fondos a la atención de la salud en Guatemala. Como porcentaje del PIB, el gasto en atención médica en Guatemala es uno de los más bajos de Centroamérica (2,6 por ciento). : 3  El gasto del PIB muestra que se asignan pocos fondos al sistema de salud en Guatemala. En total, los gastos del gobierno guatemalteco en salud fueron de aproximadamente $ 196 dólares estadounidenses en 2010.  : 3  Este monto fue significativamente menor que el promedio total de Centroamérica ($ 350) y el gasto promedio de América Latina y el Caribe (ALC) ($ 672).  : 3  El sistema de salud requiere más fondos para mejorar la cobertura y el sistema de salud en general en Guatemala.  : 4 
Los Acuerdos de Paz, el cual estuvo firmado en 1996, pidió un cambio en objetivos de provisión de la salud. En 1997, el MOH estableció un programa llamó la Expansión de Programa de Cobertura (PEC), el cual trabajó para mejorar la disponibilidad de salud y servicios de nutrición a mujeres y niños jóvenes en áreas rurales de Guatemala.: v  Cuando Pena explica, corriente MOH los servicios no cubren la población pobre, rural de Guatemala, haciendo el PEC crítico a la población rural.: v  Nunca desde su creación, el PEC ha expandido immensely, ahora cubriendo aproximadamente 54% de la salud y necesidades de nutrición de guatemaltecos rurales.: v  Los trabajos de programa de la cobertura con NGOs en el área para promover nutrición y salud buenas a poblaciones quiénes carecen de cuidado de salud suficiente.: 11  Aun así, sistemas de imputabilidad importante que consideran la transparencia y el progreso no fueron instalados, limitando la efectividad del programa. Los servicios cubrieron por el PEC incluir cuidado para mujeres y niños, enfermedades y cuidado de emergencia, y cuidado medioambiental.: 12 
También hay un sector informal de la salud que a menudo se pasa por alto. Denominada la "Clínica Móvil Maya" u "Otra Salud Pública", los vendedores ambulantes (a menudo hombres) son un recurso médico para los guatemaltecos que viven en las tierras altas . Estos vendedores ofrecen ingredientes crudos y naturales a poblaciones principalmente indígenas y dan charlas sobre sus cualidades para la salud.  Las Clínicas Móviles Mayas actúan como un punto medio entre la distancia física de las tierras altas de Guatemala y las ubicaciones de las clínicas públicas, y como un punto medio entre la brecha cultural que separa las normas y valores medicinales mayas de las normas y valores medicinales del sector de salud pública de Guatemala.  

## Condiciones
Hay muchas enfermedades y afecciones transmisibles que amenazan el sustento del pueblo guatemalteco en el día a día. Las enfermedades infecciosas siguen siendo la principal causa de muerte de las personas en los países en desarrollo, mientras que en el mundo desarrollado, las enfermedades infecciosas ya no son un problema importante. Además, en Guatemala, los parásitos, la diabetes y la desnutrición son enormes problemas de salud. La diabetes amenaza el desarrollo en muchas comunidades rurales mayas de Guatemala. : 24  Para abordar este problema de frente, “los esfuerzos de los servicios de salud deben ser culturalmente apropiados y enfatizar la sensibilización, la prevención, la detección temprana y el tratamiento universal”.  : 24  Además, la desnutrición sigue siendo un gran problema entre niños y adultos en Guatemala. Dada la prevalencia de la pobreza, muchos residentes tienen acceso limitado a una nutrición de calidad, educación limitada y tasas más altas de enfermedad. : 2  Aunque ha habido mejoras, Guatemala todavía se caracteriza por altas tasas de morbilidad y mortalidad materna e infantil, desnutrición generalizada y alta incidencia de enfermedades infecciosas. Además, en Guatemala, la prevalencia de diabetes tipo 2 y obesidad ha aumentado.  

### Las Enfermedades contagiosas
En Guatemala, las enfermedades transmisibles para las que existe tratamiento siguen siendo una de las principales causas de muerte. Las naciones desarrolladas más ricas y más industrializadas han podido eliminar las enfermedades transmisibles debido a una transición epidemiológica, en la que las tasas de mortalidad por enfermedades degenerativas han superado las de las enfermedades transmisibles e infecciosas. Lo contrario es evidente en Guatemala. La alta tasa de mortalidad infantil es resultado directo de enfermedades transmisibles e infecciosas. De manera similar, el perfil epidemiológico de Guatemala muestra que algunas de las enfermedades infecciosas más prevalentes, como la diarrea y las infecciones respiratorias agudas, son resultado directo de la pobreza.  En Guatemala, el 56 por ciento de la población vive por debajo del umbral de pobreza. : 31  Los niveles de pobreza son mayores en las comunidades indígenas de Guatemala, que representan alrededor del 81 por ciento de las personas que viven en la pobreza y representan alrededor del 43 por ciento de la población total de Guatemala.  : 32  Los altos niveles de pobreza hacen que la población sea más vulnerable a las enfermedades transmisibles, por lo que el financiamiento gubernamental de la atención médica es necesario para las zonas rurales de Guatemala.  : 32 
A pesar de que Guatemala ha mejorado sustancialmente su sistema de salud desde el final de la Guerra Civil guatemalteca, las tasas de mortalidad por enfermedades transmisibles aún muestran que se necesita un progreso considerable para eliminar la carga de enfermedades infecciosas en la población. En un país como Guatemala, el agua es pobre y frecuentemente contaminada. Para disminuir las enfermedades transmisibles comunes como la diarrea, la tuberculosis, la neumonía y las enfermedades respiratorias, se necesita agua potable y saneamiento. Con la provisión de agua potable y alimentos por parte del sistema de salud, la incidencia de enfermedades infecciosas y transmisibles disminuirá.

### Parásitos
Los parásitos presentan una de las mayores amenazas para la salud en Guatemala. Muchos de los parásitos comunes en países en desarrollo como Guatemala se transmiten a través de la contaminación del agua y los alimentos. : 32  Algunos de los efectos de los parásitos incluyen obstrucciones intestinales, que pueden impedir que el cuerpo absorba nutrientes, provocar pérdida de apetito, afectar el crecimiento a largo plazo, inducir vómitos, causar anemia y anorexia y, en casos graves, causar la muerte.  : 32  Los síntomas también pueden incluir dolor abdominal intenso, pérdida de apetito, náuseas, diarrea y fiebre.  : 32 

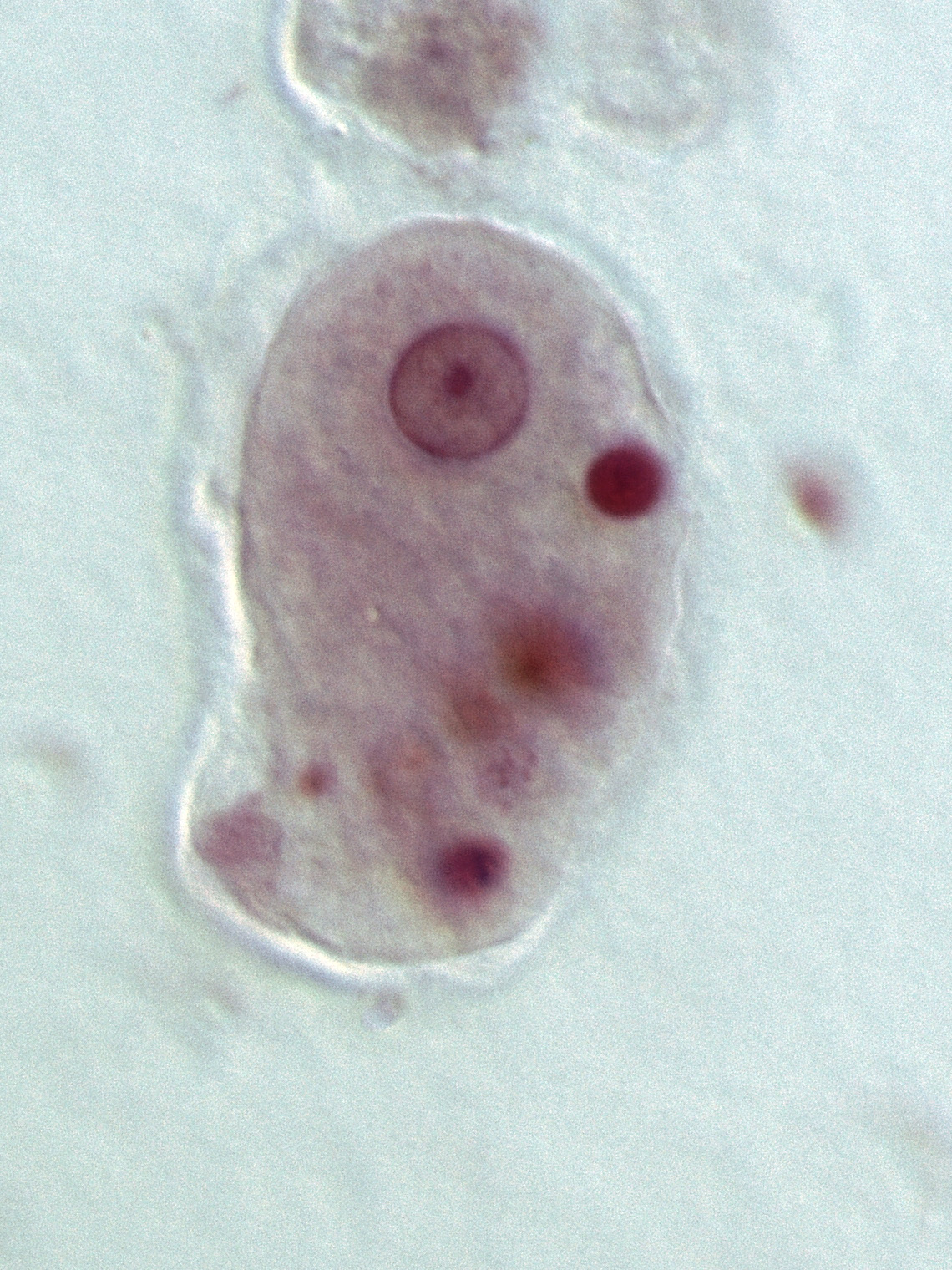
E. histolytica, un parásito que es muy común entre los niños de Guatemala

Se ha visto que la prevalencia de parásitos es significativamente mayor entre los niños más pequeños y los que están desnutridos . : 35  Los parásitos generalmente se transfieren a través del agua contaminada, lo que los hace peligrosos porque pueden inducir la desnutrición al consumir los nutrientes del cuerpo, lo que impide el desarrollo físico del niño. : 97  Para los niños en edad escolar que están infectados con parásitos, el funcionamiento cognitivo puede disminuir drásticamente, lo que afecta directamente su educación. Los escolares que han sido tratados por parásitos inmediatamente se desempeñan significativamente mejor en entornos escolares. Las infecciones por parásitos también pueden variar según el acceso a agua limpia y si hay o no disposición de aguas residuales.  : 38  Los Objetivos de Desarrollo del Milenio discutieron la importancia de la desparasitación para ayudar a cumplir los objetivos establecidos por las Naciones Unidas . Los parásitos pueden tener graves consecuencias a largo plazo, ya que afectan directamente el desarrollo y la salud durante décadas. Sin embargo, existen medicamentos económicos de dosis única que pueden tratar completamente estas infecciones parasitarias.  

### Diabetes
La diabetes es un problema importante dentro de la población guatemalteca. Como un problema de salud pública en aumento, la diabetes amenaza en gran medida a la población indígena de Guatemala. Debido a que esta población frecuentemente tiene un acceso limitado al sistema de salud guatemalteco, el conocimiento sobre la aparición de la diabetes también es increíblemente limitado.  Las áreas indígenas carecen particularmente de recursos con respecto a los médicos y los programas generales de atención médica.   
Un factor de riesgo de diabetes en la población indígena es el cambio dietético a lo largo del tiempo. : 25  Los cambios en las dietas indígenas fueron el resultado de cambios estructurales y económicos, que obligaron a la población rural a recurrir a alimentos densos en energía, extremadamente altos en grasas saturadas y carbohidratos simples.  : 25  Estos carbohidratos simples se pueden encontrar en toda la cocina guatemalteca, especialmente el maíz, que es uno de los alimentos básicos de la dieta guatemalteca. Esto, a su vez, conduce a una mayor prevalencia de diabetes tipo 2, porque toda la población ha agregado más grasas y azúcares a sus dietas.  : 25 
Un gran problema para la población indígena y la mayor parte de la población guatemalteca en general es el acceso a los medicamentos. : 29  Los medicamentos que se usan para tratar la diabetes son muy costosos y requerirían que el gobierno guatemalteco dedicara importantes recursos para proporcionar medicamentos a todos los diabéticos.  : 29  Sin embargo, la diabetes es una enfermedad manejable y también puede tratarse con actividad física frecuente y un cambio en la dieta, enfocado en el manejo y elecciones saludables.  : 29 

### Envenenamiento por plaguicidas
Debido a las condiciones agrícolas y las presiones del rendimiento en Guatemala, muchos trabajadores agrícolas corren un alto riesgo de intoxicación por pesticidas . Las personas a menudo manipulan pesticidas sin ropa o equipo de protección, empapándolos a través de la piel e inhalándolos hasta los pulmones.  Un gran mercado negro y la falta de supervisión del uso legal de pesticidas en Guatemala también contribuyen a su uso desenfrenado e inseguro.  El envenenamiento por plaguicidas probablemente afecta de manera desproporcionada a los trabajadores agrícolas indígenas.  

## Salud Maya
Un aspecto del sistema de salud guatemalteco es su enfoque en la salud maya. Debido a que la población maya es tan prevalente en Guatemala, es necesario considerar sus barreras para una atención médica de calidad. Teniendo en cuenta las barreras del idioma, la dieta y las condiciones de vida, la población maya sufre enormemente cuando se trata de una atención médica adecuada. La esperanza de vida de los mayas puede ser hasta 10 o 15 años menor que la de otros guatemaltecos. Desde la Guerra Civil, la población maya generalmente reside en áreas afectadas por la pobreza y, por lo tanto, tiene un acceso limitado a la atención médica que está disponible para los ladinos o la población no indígena.

### Pluralismo médico
Las comunidades indígenas guatemaltecas se enfrentan al pluralismo médico, o la intersección de creencias y usos con respecto a la atención médica tradicional y biomédica.   La atención médica tradicional maya involucra la medicina vegetal y los practicantes etnomédicos que aprenden en entornos individuales o autodidactas.   Los sistemas médicos occidentales y el sistema de salud pública guatemalteco han sido criticados por no considerar legítimas las prácticas etnomédicas, y el interés de los indígenas guatemaltecos por realizar aprendizajes etnomédicos ha ido disminuyendo, lo que ha generado tensiones entre las prácticas.  

### Lenguaje y dieta
En Guatemala, alrededor del 45% de la población ladina vive en la pobreza, mientras que alrededor del 91% de la población indígena sucumbe a niveles de pobreza extrema. Esta gran diferencia también aparece en otros aspectos de la vida, como la planificación familiar, la susceptibilidad a enfermedades, el nivel de educación y el acceso a la atención médica. Estas desigualdades pueden atribuirse en gran medida a una gran barrera lingüística entre la población indígena y los pueblos no indígenas. Generalmente, los pueblos indígenas de Guatemala hablan solo una variedad de idiomas mayas locales.  En relación con la atención médica, estas barreras idiomáticas pueden ser significativas. La mayoría de los profesionales médicos que atienden a las comunidades indígenas son ladinos y solo hablan español.  Comunicar problemas relacionados con la salud a un paciente en estas condiciones se convierte en un obstáculo, lo que a su vez hace que los indígenas eviten por completo los centros de atención médica. La población indígena no puede comunicarse directamente con los médicos, lo cual es difícil y embarazoso.  Ishida y col. descubrió que la combinación de pobreza y barreras idiomáticas hacía que las mujeres indígenas fueran menos propensas a buscar servicios de proveedores de atención médica.  
La dieta maya es diferente a la dieta de los guatemaltecos no indígenas. A lo largo de su historia, los mayas han utilizado el maíz como cultivo principal. : 353  Los alimentos básicos de la dieta maya de hoy son el maíz y los frijoles . : 476  Los mejores cultivos comerciales como verduras, tomates, frutas, huevos y aves de corral se venden principalmente a los ladinos y no los compran los mayas.  : 476  Por lo tanto, la nutrición maya es muy pobre porque incluye poco además de almidones y proteínas. El maíz tiene una cantidad significativa de carbohidratos, lo que a su vez aumenta los niveles de azúcar en sangre. Este aumento de azúcar en sangre hace que la diabetes sea una enfermedad muy común entre la población maya. Además, con esta falta de nutrientes cruciales, la desnutrición es muy prominente en la población indígena.  : 476 

### Condiciones de vida
El pueblo maya vive con frecuencia en aldeas rurales de Guatemala, que generalmente se sabe que son áreas empobrecidas. Alrededor del 80% de los guatemaltecos indígenas viven por debajo de la "línea de pobreza internacional". : 173  Muy pocas familias mayas tienen la estabilidad económica para dedicar dinero a la atención médica. Con los altos precios de los medicamentos y la mala calidad de los puestos de salud, los pacientes empobrecidos se niegan a usar o confiar en el sistema de salud occidentalizado.  Durante siglos, la relación entre los ladinos y los mayas ha sido antagónica. Durante todo el período de la Guerra Civil de Guatemala, los mayas fueron excluidos de los recursos terrestres y hídricos, así como de los recursos educativos, sanitarios, políticos y económicos.  : 176  : 181  Incluso en la era moderna de hoy, los efectos de la exclusión y la privación de la guerra todavía se sienten en mis muchos indígenas mayas.  : 181  Esto afecta directamente la atención médica porque la población maya confía en la medicina y los hospitales occidentales. Asimismo, los médicos ladinos que trabajan en el campo de la salud hacen que los indígenas se sientan impotentes y protegidos en lugar de apoyados.  : 181 
Muchos guatemaltecos indígenas sobreviven con una agricultura de subsistencia inferior. : 174  Las granjas no son lo suficientemente grandes para sostener la agricultura de subsistencia a gran escala, lo que hace que el rendimiento general sea excepcionalmente bajo.  : 174  Debido a la cantidad limitada de tierras agrícolas, su distribución desigual y la población en crecimiento, la pobreza continúa asolando a las civilizaciones mayas.  : 174  La distancia de vida concreta también juega un papel en la accesibilidad de la atención médica para la población indígena. Lo más probable es que estos pueblos rurales donde residen los mayas estén ubicados a una hora a pie de cualquier clínica o puesto de salud.  La inaccesibilidad de las clínicas genera menos visitas y más complicaciones de salud en la población indígena. 
Los hospitales administrados por el gobierno están ubicados en las principales ciudades de varias provincias. La localidad de los pueblos indígenas en las tierras altas, a menudo distante de las principales ciudades, hace que viajar a estos hospitales sea costoso, lo que limita aún más el acceso. Aprovechando la importancia de la partería en muchos sistemas medicinales tradicionales indígenas, el Ministerio de Salud Pública decidió llegar mejor a las poblaciones indígenas a través de programas de formación de parteras en la década de 1980.  Sin embargo, se ha puesto en duda la calidad, eficacia y sensibilidad cultural de estos programas.

## Salud de niños y mujeres
Para mujeres y niños, las discrepancias de salud son muy visibles. En los niños, la mortalidad infantil y la desnutrición son rampantes. Las deficiencias graves de salud y nutrición están asociadas con la muerte de niños menores de 5 años. : 147  Del mismo modo, el desarrollo físico y mental puede verse gravemente afectado por la desnutrición en los niños. : 1277  Por otro lado, la salud de la mujer se centra en las muertes evitables relacionadas con el embarazo, el parto y las complicaciones posteriores al embarazo. La mayoría de las veces, los servicios que se brindan para la salud anticonceptiva no llegan a la población en riesgo.  : 147  Las mujeres y los bebés en situación de riesgo mueren con frecuencia debido a su acceso limitado a una atención médica de calidad, así como a sus peligrosas condiciones de vida. Se han implementado muchos programas para tratar de incorporar todos los niveles de salud reproductiva a fin de mejorar la atención a estas poblaciones.  

### Infantes
En Guatemala, la mortalidad infantil sigue siendo un gran problema. A 2023, se estima que la tasa de mortalidad infantil de Guatemala es de 25,57 por cada 1.000 nacidos vivos. Como se mencionó, las áreas rurales de Guatemala exhiben los niveles más altos de morbilidad y mortalidad infantil porque la atención de salud en esas áreas es en gran parte inaccesible. : 145  Generalmente, las tasas de mortalidad infantil se utilizan como un indicador de los niveles generales de salud en un país en particular. 
Los bebés son más susceptibles a enfermedades infecciosas y afecciones como la malaria, que pueden causar una morbilidad grave e incluso la muerte. Para los bebés, el crecimiento físico es fundamental para un desarrollo adecuado y exitoso. Por lo tanto, si no se proporcionan suficientes nutrientes al bebé durante este período de crecimiento y proliferación celular, el número de neuronas se reducirá permanentemente. : 220  En Guatemala, este tema es particularmente prominente. La nutrición y la atención médica adecuada son cruciales en el desarrollo infantil temprano a fin de asegurar que estos bebés prosperen y se conviertan en niños fuertes. Por lo tanto, las deficiencias nutricionales, las enfermedades infecciosas y las enfermedades parasitarias conducen directamente a mayores tasas de mortalidad de los niños menores de 5 años en Guatemala. : 147  Estas tasas de mortalidad más altas son prominentes tanto en las áreas rurales como urbanas de Guatemala cuando hay enfermedades. Sin embargo, estas tasas son significativamente más altas en las áreas rurales, donde el acceso limitado a la atención médica, los altos niveles de analfabetismo, el saneamiento deficiente y las deficiencias nutricionales se incluyen en la tasa.  : 145 

### Desnutricióninfantil
La desnutrición es una condición grave que amenaza la salud y el bienestar de muchas personas en los países en desarrollo. En Guatemala, se ha demostrado que las deficiencias nutricionales afectan gravemente el crecimiento y el desarrollo de los niños tanto física como mentalmente. : 1277  El retraso del crecimiento y la insuficiencia ponderal son indicadores físicos comunes de la desnutrición aguda y crónica en los niños. Según Gragnolati y Marini, en 2003, más del 44 por ciento de la población infantil guatemalteca padece desnutrición crónica. : 2  Sin embargo, estos números son aún más altos para las poblaciones indígenas de Guatemala (58 por ciento) en comparación con la población no indígena.  : 2  Aunque la tasa de incidencia del retraso del crecimiento ha disminuido en Guatemala, la tasa de disminución es minúscula en comparación con otros países de la región de ALC. : 97 
La alta incidencia de desnutrición entre las poblaciones indígenas es un resultado directo del saneamiento deficiente del agua y el acceso limitado al agua potable. : 97  Según el MINSA, cerca del 98% de las fuentes de agua en Guatemala están contaminadas.  : 97  La enfermedad y la desnutrición están altamente correlacionadas entre sí; ambos son causas y consecuencias el uno del otro. : 3  Con el fin de mejorar el sistema de salud y reducir la prevalencia de la desnutrición, la fácil disponibilidad de agua potable, junto con el tratamiento y la prevención de enfermedades, son fundamentales para la supervivencia de los niños guatemaltecos.  : 3  : 98  La mejora debe implementarse a nivel comunitario, mediante la renovación de las infraestructuras con el fin de proporcionar agua por tubería y operaciones sanitarias para los residentes.  : 3 
Una consecuencia de la desnutrición y la desnutrición es la degradación del desempeño cognitivo, que se puede estudiar y observar a través de los escolares y su desempeño en un entorno educativo. Esto generalmente se puede observar en entornos más pobres. En las zonas de Guatemala afectadas por la pobreza, la ingesta inadecuada de nutrientes puede conducir a tasas más altas de enfermedades, lo que a su vez puede acelerar el ciclo de pobreza . : 998  La lactancia materna también es fundamental para que los bebés obtengan suficientes nutrientes y anticuerpos. : 3  La desnutrición debilita gravemente a los niños que ya son más débiles para empezar, haciéndolos más vulnerables a enfermedades potencialmente mortales. : 18  De manera similar, el conflicto civil (del período de la Guerra Civil de Guatemala) ha dejado a la población indígena con muchas barreras para combatir la desnutrición, que solo ha impedido resultados positivos de salud dentro de la población a través de la exclusión social, política y económica.  : 25 

### Salud reproductiva
La salud reproductiva se centra en la salud de los bebés y de las madres. Guatemala apenas está comenzando su transición hacia una nación más centrada en la salud. La población guatemalteca en general es muy joven, lo que no solo afecta las tasas de mortalidad infantil, sino que tiene un impacto significativo tanto en la edad reproductiva como en las tasas de fertilidad. : 2  En Guatemala, la tasa de fecundidad es de casi 5 hijos por madre, la más alta de toda América Latina.  : 2 
Cuando la edad reproductiva es joven, puede haber muchos efectos catastróficos. La tasa de mortalidad materna de las madres más jóvenes es mucho mayor. : 23  Guatemala es el país con la tasa más alta de muerte materna relacionada con el embarazo y el parto.  : 23  Esta alta tasa es el resultado de muchos factores diferentes, pero principalmente, es una consecuencia de la escasez de servicios de salud, el aumento de la prevalencia de enfermedades y la marginación de las mujeres. De manera similar, con una edad reproductiva más joven, las posibilidades de que las madres jóvenes contraigan enfermedades y transmitan contaminantes a sus bebés son muy altas.  : 23 
Los problemas de salud materna afectan a las mujeres en todo Guatemala, pero son significativamente más prevalentes en las áreas más pobres y rurales. Las mujeres indígenas con frecuencia tienen condiciones de vida inseguras, lo que las hace más susceptibles a problemas relacionados con la salud. Esta población tiene las tasas de fecundidad más altas de Guatemala, así como una tasa de mortalidad materna significativamente más alta que la población no indígena.  Muy pocos partos son atendidos por médicos o enfermeras, lo que hace que la población indígena sea mucho más propensa a complicaciones relacionadas con el embarazo, el parto o el posparto.  
En Guatemala, el conocimiento y la educación sobre anticonceptivos y planificación familiar es increíblemente bajo, especialmente entre la población indígena. Una mayor educación sobre las implicaciones de la reproducción puede reducir el crecimiento de la población y, al mismo tiempo, mejorar la salud materna e infantil. : 62  Desde el final de la Guerra Civil, la población indígena de Guatemala había recurrido a las prácticas tradicionales de partos maternos porque este grupo desconfiaba de las modernas instalaciones y servicios de salud brindados por personal no indígena. Existe muy poco conocimiento sobre los servicios de salud relacionados con el embarazo y los abortos. Los abortos son ilegales en Guatemala y solo se permiten si salvarán la vida de la madre.  El gobierno guatemalteco está trabajando para abordar la mortalidad materna mediante el aumento del gasto público en atención médica para obtener una mayor comprensión de la "salud reproductiva integral".

### Planificación familiar
Por lo general, en Guatemala, la población en general es pobre y tiene poco acceso a servicios de salud de calidad. La población indígena y los ladinos generalmente utilizan prácticas de salud tradicionales y formales respectivamente. : 231  En ambas prácticas, la planificación familiar es muy diferente. Las diferencias en las influencias económicas y sociales determinan el uso de anticonceptivos, las vacunas infantiles, la atención prenatal y el parto o el parto.  : 231 
Para las dos poblaciones dentro de Guatemala, existen grandes disparidades entre las acciones de planificación familiar. Los servicios de planificación familiar son tan escasos como los servicios de salud en las zonas rurales de Guatemala.  : 144  Los pueblos indígenas de Guatemala tienen más probabilidades de tener poca o ninguna educación y, a menudo, viven en la pobreza. : 143  Las altas tasas de pobreza y analfabetismo se correlacionan directamente con tasas más bajas de uso de anticonceptivos.  : 144  Esta tasa más baja es el resultado de un conocimiento limitado sobre anticonceptivos y también del estigma social negativo detrás de los anticonceptivos.  : 144  La alta tasa de fertilidad de Guatemala es el resultado de malas iniciativas de planificación familiar, que resultan en embarazos jóvenes, familias numerosas con muchos hijos, intervalos entre nacimientos más cortos y un crecimiento deficiente en los niños. : 3  De manera similar, la lactancia materna juega un papel muy importante en la planificación familiar, como fuente de nutrientes y anticuerpos para los bebés, así como una forma de inhibir la fertilidad inmediata (debido a la ausencia de menstruación) y permitir un mayor espaciamiento de los nacimientos.  : 3 
Las decisiones familiares sobre la atención médica dependen de muchos factores. Las dinámicas familiares específicas, las creencias y decisiones individuales de la madre y las influencias directas de la comunidad son aspectos a tener en cuenta al analizar las opciones familiares. : 233  El gobierno guatemalteco ha trabajado para implementar centros de educación familiar dentro de sus poblaciones más pobres. Una clase de educación para la vida familiar proporciona información relacionada con la educación sexual y la salud reproductiva.

## Educación
La educación es un aspecto de la salud que generalmente es ignorado por el sistema de salud guatemalteco. Se ha demostrado que una educación adecuada sobre nutrición y anticonceptivos tiene un impacto tanto en los niveles de educación como en la supervivencia. En los niños, se ha demostrado que una nutrición adecuada acelera el desarrollo, tanto mental como físicamente. : 4  Además, existe una gran asociación entre la educación materna y una menor tasa de mortalidad infantil, así como hábitos más saludables durante el embarazo. : 1359  La educación también puede reforzar las medidas preventivas. Existe una relación entre pobreza y educación, pero hay muchas posibilidades dentro de Guatemala que permitirán que la educación prospere y sirva a una comunidad más grande. La falta de educación para la salud es una de las razones por las que muchos niños y adultos, por enfermedades simples y embarazos, terminan muriendo prematuramente. La educación para la salud proporciona a las madres recursos para manejar problemas de salud y les da acceso a fuentes informadas fuera de sus comunidades específicas.  : 1361 

### Educación para la salud
Muchos guatemaltecos no tienen suficiente conocimiento sobre la atención de la salud para tomar decisiones de salud concretas y conocer los resultados de los resultados. La educación es necesaria para proporcionar a los guatemaltecos, tanto indígenas como no indígenas, el entendimiento para tomar decisiones de salud personales. Se ha demostrado que la educación de los niños en edad escolar y el estado nutricional de calidad afectan los niveles de educación de adultos. : 31  Con la implementación de intervenciones nutricionales cuando eran niños, estos adultos tenían más probabilidades de estar más educados que otros en la población.  : 30  Del mismo modo, Desai y Soumya descubrieron que existe una gran relación entre la salud infantil y la educación materna; por tanto, cuanto mayor es la educación de la madre, más sano es el niño. : 71 
Dentro de la población maya de Guatemala, la educación no es tan accesible. Sin embargo, también se ha observado que la población indígena no utiliza los servicios de salud con tanta facilidad. : 161  Delgado y col. descubrió que las madres indígenas en realidad tenían una afinidad significativa por los comportamientos de búsqueda de salud.  : 163  Específicamente, las madres determinaron qué servicios de salud frecuentar en función de la enfermedad de su hijo.  : 163  Sin embargo, muchas madres explicaron que "normalmente no acudirían a un servicio médico cuando sus hijos presentaran los síntomas", por diversas razones, entre las que se incluyen la accesibilidad y la insatisfacción.  : 163  Se requiere educación y accesibilidad para expandir la atención médica a las áreas más rurales de Guatemala e implementar técnicas de planificación de la atención médica.  : 167 

### Medidas preventivas
Las medidas preventivas, en forma de atención médica, funcionan para mejorar los servicios básicos de salud para que las personas puedan acceder a ellos fácilmente. : 1  Guatemala ha cambiado su enfoque hacia la atención preventiva, con el fin de servir a las comunidades más pobres que están más desfavorecidas en la atención médica.  : 4  Especialmente en el campo de la salud de niños y mujeres, la educación sobre medidas preventivas puede dar como resultado excelentes resultados de salud. Al considerar la higiene y las enfermedades de transmisión sexual, la educación preventiva por sí sola puede obstaculizar la aparición de enfermedades.  : 23  Es más probable que las madres utilicen los servicios de salud, tanto como herramienta preventiva como medicinal, cuando reciben educación. : 1361 
En el campo de la educación, es necesario conocer los resultados de salud, así como los orígenes de la mala salud. Las causas de las enfermedades son en gran parte desconocidas o completamente incorrectas. : 55  Al considerar los efectos de la higiene en la salud, la educación es muy limitada. La población indígena de Guatemala sabe poco sobre la transmisión de enfermedades o sobre técnicas fáciles e higiénicas que pueden reducir los graves problemas de salud.  : 56  Incluso con pocos años de educación, las mujeres de las comunidades indígenas eran más propensas a comprender y adoptar diferentes creencias higiénicas para prevenir resultados de salud deficientes.  : 59  Sin embargo, debido a experiencias pasadas en las que las comunidades ladinas intentaron asimilarse a las sociedades indígenas, los indígenas de Guatemala se resisten a la idea de adoptar comportamientos de salud "occidentales" o "ladinos".  : 59  Por lo tanto, la implementación de la educación en estas comunidades permitiría aumentar las medidas preventivas, así como los beneficios generales para la salud. 
Muchas de las muertes que ocurren con frecuencia en Guatemala son el resultado de enfermedades prevenibles y tratables. : 1  Diferentes medidas preventivas que incluyen saneamiento, higiene, vacunas y educación funcionan para mejorar los resultados de salud de muchas personas en los países en desarrollo.  : 2  Existe una gran discrepancia entre los que reciben atención preventiva y los que no. En Guatemala, los médicos solo tratan al 24% de los indígenas, mientras que a los guatemaltecos no indígenas tratan casi el doble. : 45  Esta estadística muestra que se puede gastar más dinero trabajando para brindar servicios de atención preventiva a la población indígena de Guatemala. Las enfermedades prevenibles se pueden eliminar con la implementación de estos servicios y con la influencia de la educación. 